# Belmontejo (kommunhuvudort)
Belmontejo är en kommunhuvudort i Spanien.   Den ligger i provinsen Provincia de Cuenca och regionen Kastilien-La Mancha, i den centrala delen av landet, 130 km sydost om huvudstaden Madrid. Belmontejo ligger 860 meter över havet och antalet invånare är 201.
Terrängen runt Belmontejo är platt. Runt Belmontejo är det ganska glesbefolkat, med 21 invånare per kvadratkilometer. Närmaste större samhälle är San Lorenzo de la Parrilla, 3,5 km norr om Belmontejo. Trakten runt Belmontejo består till största delen av jordbruksmark.